# Sergey Çuykov
Sergey Çuykov (4 settembre 1980) è un ex giocatore di calcio a 5 azero.

## Carriera
Eccetto una breve parentesi in patria, ha sempre giocato nel Campionato russo di calcio a 5. Con la Nazionale maschile di calcio a 5 dell'Azerbaigian ha disputato i campionati europei del 2010 (chiuso al quarto posto assoluto) e a quello del 2016.